# Neljä pientä aikuista
Neljä pientä aikuista (internationaler englischsprachiger Titel Four Little Adults) ist ein Filmdrama von Selma Vilhunen. Der Film, der sich des Sachbuchs More Than Two: A Practical Guide to Ethical Polyamory von Eve Rickert und Franklin Veaux über einvernehmliche nicht-monogame Beziehungen als Erzählinstrument bedient, feierte im Januar 2023 beim International Film Festival Rotterdam seine Premiere.

## Handlung
Die Politikerin Juulia hofft darauf, Parteivorsitzende zu werden. Als ans Licht kommt, dass ihr Ehemann, der Priester Matias, und Enni eine Affäre haben, schlägt Juulia statt einer Trennung vor, die Ehe zu öffnen. Sie beginnt offen eine Beziehung mit dem jungen Miska. Während sich Enni für diese Entscheidung freut, macht sich Matias Gedanken darüber, was seine konservativen Eltern über diese neue Situation denken könnten.
Als Enni von Matias schwanger wird und beschließt, das Baby zu behalten, werden die Entscheidungen aller erneut auf die Probe gestellt.

## More Than Two

Das Herz mit dem Zeichen der Unendlichkeit ist das Symbol für Polyamorie

Der Film bedient sich des Sachbuchs More Than Two: A Practical Guide to Ethical Polyamory von Eve Rickert und Franklin Veaux über einvernehmliche nicht-monogame Beziehungen als Erzählinstrument. Im Film wird es für die vier Protagonisten zu einer Art Bibel. Das Autorenpaar hatte sich bereits zuvor in dem Buch Polyamory and Jealousy mit dem Thema Polyamorie beschäftigt. More Than Two war mehrere Jahre lang das neue Standardwerk zu diesem Thema, geriet dann jedoch in Kritik, weil sich viele Personen, die mit Franklin Veaux in einer Beziehung waren, und von denen im Buch berichtet wurde, zu Wort meldeten und bekannt machten, dass die Darstellung der Dinge nicht der Wahrheit entsprach. Eve Rickert distanzierte sich später von dem Buch. Veaux und Rickert trennten sich und bezichtigten sich gegenseitig und öffentlich des emotionalen Missbrauchs. Ebenso sind einige ehemalige Partnerinnen von Franklin Veaux mit vergleichbaren Vorwürfen an die Öffentlichkeit getreten. Eine polyamorie-#metoo-Version war die Folge.

## Produktion
Regie führte Selma Vilhunen, die auch das Drehbuch schrieb. Der Film wurde auf Finnisch gedreht.
Die einer Familie bekannter finnlandschwedischer Filmer und Schauspieler entstammende Alma Pöysti, Tochter des Regisseurs Erik Pöysti und Enkelin der Schauspieler Lasse Pöysti und Birgitta Ulfsson, spielt – hier in einer finnischsprachigen Rolle – Juulia. Eero Milonoff, vor allem bekannt für seine Rolle in Ali Abbasis Border, spielt ihren Ehemann Matias, Ona Airola dessen Affäre Enni und Pietu Wikström Juulias neuen Beziehungspartner Miska.
Der Film feierte am 29. Januar 2023 beim International Film Festival Rotterdam seine Premiere. Der erste Clip wurde kurz zuvor vorgestellt. Anfang Februar 2023 wurde er beim Göteborg International Film Festival gezeigt. Im Mai 2023 wurde er beim Seattle International Film Festival vorgestellt und im Juni 2023 beim Mediterranean Film Festival Split. Im März 2024 wird der Film beim Glasgow Film Festival gezeigt.

## Auszeichnungen
International Film Festival Rotterdam 2023
- Nominierung für den Big Screen Award (Selma Vilhunen)

Jussi 2024
- Auszeichnung als Beste Hauptdarstellerin (Alma Pöysti)[12]

Göteborg International Film Festival 2023
- Nominierung als Dragon Award Best Nordic Film (Selma Vilhunen)
- Auszeichnung als Beste Schauspielerin (Alma Pöysti)